# 特鲁尼克大冒险3 不思议的迷宫
《特鲁尼克大冒险3 不思议的迷宫》（日语：ドラゴンクエストキャラクターズ トルネコの大冒険3アドバンス 不思議のダンジョン）是特鲁尼克系列第三部作品，也是勇者斗恶龙衍生游戏系列不可思议迷宫的第三作。如同其它不可思议迷宫系列游戏，本作使用随机生成的迷宫以及回合制战斗系统。游戏由艾尼克斯于2002年发行于日本PlayStation 2平台，2004年，合并后的史克威尔艾尼克斯将游戏重制于Game Boy Advance平台，并以《特鲁尼克大冒险3 Advance 不思议的迷宫》为名发售。

## 游戏玩法
游戏主角是《勇者斗恶龙IV》中的玩家角色商人特鲁尼克。特鲁尼克要探索全3D的迷宫，其他成员也可以加入他的队伍。玩家必须走过随机生成的迷宫，并进行回合制的行动战斗。玩家可以带领生物和跟从者一起在迷宫中和怪物战斗。游戏在Game Boy Advance版中追加一个了模式，玩家可以探索四个剧情以外的强化迷宫。
游戏是系列第一部使用3D图像的迷宫，同时游戏包括多个城镇、村庄、城堡和迷宫。一些地点不是随机生成的。游戏包含170多种怪物，以及较之前特鲁尼克作品更多的道具和技能。

## 情节
在游戏中，特鲁尼克和他的妻子妮妮及儿子波波鲁去一个遥远的岛屿度假。在这里，神秘的势力攻击特鲁尼克，而他必须动身到迷宫中击倒他们。

## 评价
PlayStation 2版截至2008年11月售出51.3万份。Game Boy Advance版截至2007年售出近11.7万份。
杂志《Fami通》为PlayStation 2版打出了35/40的高分。Game Boy Advance版则得到了较低的32/40分。